# Гражданский сектор Евромайдана
Гражданский Сектор Евромайдана  (укр. Громадський сектор Євромайдану) — сообщество активистов Евромайдана. Основоположным принципом организации есть ненасильственное сопротивление. Активисты объединились после силового разгона студентов 30 ноября 2013 года, создав на территории Михайловского монастыря пункт помощи. Штаб-квартиры ГСЕ действуют в Киеве, Львове и Харькове.

## Деятельность и организация ГСЕ
Гражданский сектор Евромайдана, начиная с момента своего основания, занимался деятельностью, направленной на координацию и систематизацию усилий волонтеров, информационно-просветительскую деятельность, сотрудничество с международными организациями и украинской диаспорой.
Во время противостояний на Украине 18-20 февраля 2014 активисты Гражданского сектора Евромайдана организовали пункт помощи на территории Михайловского монастыря, который функционировал по 26 февраля. Круглосуточно нуждающимся предоставлялась волонтерская помощь. Митингующие селились в Киеве и отправлялись домой в регионы. Тут же работали медицинский, пищевой и бытовой склады, пункт сбора теплых вещей, кухня, медицинская служба и операционная, инфоцентр и пресс-центр. В пункте собирались средства для помощи раненым и семьям убитых, а также подавались известия о погибших и пропавших без вести. Волонтеры аккумулировали и распространяли информацию относительно актуальных нужд во всех пунктах помощи Майдана. Возле входа на территорию собора регулярно дежурили несколько десятков автомобилей волонтеров, которые помогали с транспортными нуждами.
Единого лидера организация не имеет, но разные направления координируются разными людьми, которые фактически являются ответственными за них.
Во время наиболее массовых событий на Майдане ядро Гражданского сектора составляло около тридцати людей; вместе с активистами, которые занимались организацией разных акций, ведением колон, пикетированиями, планированиями — около 80. Волонтерская сеть людей с опытом работы составляла около тысячи человек.
Часть активистов ГСЕ входили в 26-ю и 4-ю сотни Самообороны Майдана.